# Zona de vida
O conceito de zona de vida foi desenvolvido por C. Hart Merriam em 1889 como um meio de descrever áreas com comunidades vegetais e animais semelhantes. Merriam observou que as mudanças nessas comunidades com o aumento da latitude em uma elevação constante são semelhantes às mudanças vistas com um aumento na elevação em uma latitude constante.
As zonas de vida identificadas por Merriam são mais aplicáveis ao oeste da América do Norte, sendo desenvolvidas na Serra de São Francisco, Arizona e Cordilheira das Cascatas, no noroeste dos EUA. Ele tentou desenvolver um sistema que seja aplicável em todo o continente norte-americano, mas esse sistema raramente é mencionado.
As zonas de vida que Merriam identificou, junto com as plantas características, são as seguintes:
- Sonora inferior (deserto baixo e quente): arbusto de creosoto, árvore de Josué
- Sonora superior (estepe do deserto ou chaparral): artemísia, carvalho arbustivo, pinheiro do Colorado, zimbro de Utah
- Transição (bosques abertos): pinheiro ponderosa
- Canadense (floresta de abetos): abeto Douglas das Montanhas Rochosas, aspen
- Hudsoniana (floresta de spruce): spruce Engelmann, pinheiro bristlecone das Montanhas Rochosas
- Ártico-Alpina (prados alpinos ou tundra): líquen, grama

As zonas de vida canadense e hudsoniana são comumente combinadas em uma zona de vida boreal.
Este sistema foi criticado por ser muito impreciso. Por exemplo, o chaparral de carvalho arbustivo no Arizona compartilha relativamente poucas espécies de plantas e animais com o deserto de artemísia da Grande Bacia, embora ambos sejam classificados como Sonora Superior. No entanto, às vezes ainda é referido por biólogos (e antropólogos) que trabalham no oeste dos Estados Unidos. Classificações muito mais detalhadas e com base empírica de zonas de vegetação e vida agora existem para a maioria das áreas do mundo, como a lista de ecorregiões mundiais definida pelo World Wide Fund for Nature, ou a lista de ecorregiões norte-americanas definidas pela Comissão de Cooperação Ambiental.

## Holdridge

Esquema de classificação de zona de vida de Holdridge. Embora concebido como tridimensional por seu originador, geralmente é mostrado como uma matriz bidimensional de hexágonos em uma moldura triangular

Em 1947, Leslie Holdridge publicou uma classificação de zona de vida usando indicadores de:
- biotemperatura anual média (logarítmica)
- precipitação anual (logarítmica)
- razão entre a evapotranspiração potencial anual e a precipitação anual total média.

A biotemperatura se refere a todas as temperaturas acima de zero, com todas as temperaturas abaixo de zero ajustadas para 0 °C, pois as plantas estão dormentes nessas temperaturas. O sistema de Holdridge usa a biotemperatura primeiro, ao invés do viés de latitude temperado das zonas de vida de Merriam, e não usa principalmente a elevação. O sistema é considerado mais adequado às complexidades da vegetação tropical do que o sistema de Merriam.